# Norwegian Air International
Norwegian Air International est une compagnie aérienne irlandaise filiale de Norwegian. Créée en février 2014, elle exploite des Boeing 737-800 et des Boeing 737 MAX 8 avec des liaisons régulières en Europe. Depuis 2017, elle propose également des services entre l'Europe et des destinations de la côte Est des États-Unis, notamment New York et Rhode Island.

## Flotte
En novembre 2020, la compagnie dispose de la flotte suivante : 

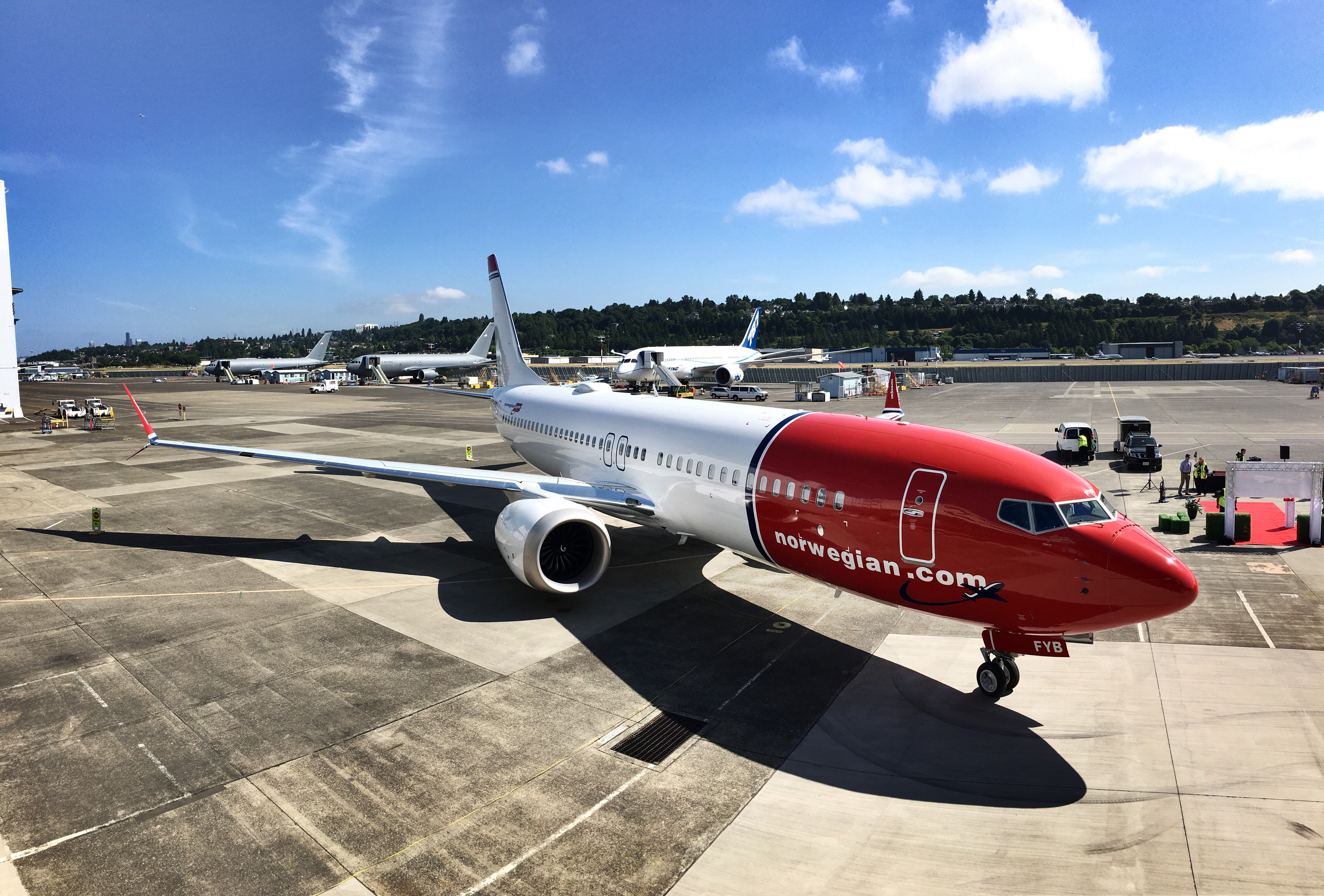
Norwegian Air International (EI-FYB) Boeing 737-8 MAX

| Type d'appareil  | En exploitation | Commandes | Nombre de sièges |
| ---------------- | --------------- | --------- | ---------------- |
| Boeing 737-800   | 24              | —         | 186              |
| Boeing 737 MAX 8 | 2               | —         | 189              |
| Total            | 26              | —         |                  |